# Smilax nervomarginata
Smilax nervomarginata är en enhjärtbladig växtart som beskrevs av Bunzo Hayata. Smilax nervomarginata ingår i släktet Smilax och familjen Smilacaceae. Inga underarter finns listade.